# Абрамов, Марк Александрович
Марк Александрович Абра́мов (16 апреля 1913, Харьков — 25 января 1994, Москва) — советский художник-карикатурист. Народный художник РСФСР (1980).

## Биография
- Родился в Харькове в 1913 году.
- 1931—1936 годы — учёба в Московском инженерно-строительном институте (МИСИ).
- 1930-е годы — совместно с братом Олегом выполнял карикатуры (с подписью МОА) для газет «Безбожник» и «Рабочая Москва», журнала «Прожектор».
- С 1932 года — рисует политические карикатуры для журналов «Крокодил», «Знамя», «Советская женщина», «Огонёк»; газет «Известия», «Московская правда», «Литературная газета», «Правда» и других.
- Выставка молодых начинающих художников г. Москвы 2 июля 1934 г.
- 1943 год — исполнил серию рисунков «Боевой 1943 год».
- 1950-е—1960-е годы — автор графических альбомов «Они без маски», «Сатира», «Сатира на врагов мира», «Колонизаторы — вон!» (совместно с А. Баженовым), «Быть начеку» и другие со стихотворными подписями советских поэтов; серии рисунков: «Конгресс мира в Москве», «Мусор» и к повести-памфлету И. Бородина «Дневник доктора Нормана».
- С 1956 года исполнял плакаты в основном на сельскохозяйственные темы.
- В 1958 году совместно с Сергеем Михалковым принимал участие в травле Бориса Пастернака после присуждения последнему Нобелевской премии за роман "Доктор Живаго".
- 1964 год — заслуженный деятель искусств РСФСР.
- 1994 год — умер в Москве. Похоронен на Ваганьковском кладбище (6 уч.)[3].